# Amber Lynn
Amber Lynn (Newport Beach, California; 3 de septiembre de 1963) es el nombre artístico de Laura Allen, una actriz pornográfica y bailarina exótica estadounidense retirada.

## Primeros trabajos
Durante su adolescencia en California, Amber Lynn se introdujo en el mundo de los clubs nocturnos, en el que conoció a Althea Flynt, mujer de Larry Flynt, dueño y editor de Hustler. Poco después de este encuentro, Amber Lynn ya era portada de la revista Hustler, así como de otras revistas para adultos, como Penthouse. Entró en el mundo del cine porno en 1983 a la edad de 20 años, poco después de que lo hiciera su amiga Ginger Lynn Allen (conocida profesionalmente como Ginger Lynn). Las dos amigas, junto con la actriz Porsche Lynn, fueron conocidas como "las tres Lynn", y se situaron entre las actrices porno más conocidas de los años 80.
Los trabajos de Amber Lynn en el mundo del porno incluían principalmente sexo vaginal y oral, así como escenas lésbicas. Trabajó con algunos de los actores más famosos (y mejor dotados) de la época, y realizó algunas escenas de doble penetración. En el transcurso de esta primera etapa, Amber Lynn no realizó sexo anal ni bondage. Durante esta época introdujo a su hermano mayor (Buck Adams) en el negocio del porno, aunque no confesaron que eran hermanos hasta que les contrataron para actuar juntos en una escena, momento en el que no les quedó más remedio que confesar.

## Retiro anticipado
Aunque Lynn no se vio directamente implicada en el escándalo de la minoría de edad de Traci Lords de 1986, lo cierto es que este episodio hizo temblar su confianza en la industria. También le impresionó fuertemente el suicidio de su amiga Shauna Grant en 1984. Poco después de que se produjeran ambas circunstancias, decidió abandonar el porno.
Durante un tiempo se dedicó a bailar y realizar actuaciones privadas en Canadá con la actriz porno Tracey Adams, con la cual mantenía una relación. Pronto decidió que le gustaban más estas "actuaciones en vivo" que actuar en películas. Sin embargo, pocos años después el número de actrices porno que se dedicaban al baile erótico en Estados Unidos se incrementó enormemente, lo cual redujo la demanda y la cantidad de dinero a percibir por cada actuación. Como consecuencia, Amber Lynn regresó a Los Ángeles y volvió a posar para revistas para adultos.

## Regreso a la industria porno
Amber Lynn volvió al cine porno en los años 90, pero nunca logró recuperar el estatus que tenía durante sus primeros años de carrera profesional. Hacia 1999, sus abusos con las drogas y el alcohol habían dañado gravemente su vida personal y profesional. Su relación con Tracey Adams había terminado, y Amber Lynn abandonó la escena una vez más para desintoxicarse.
Esta segunda etapa en el cine fue bastante diferente de la primera para Amber. Para empezar, se había operado los pechos para pasar de una talla B a una E (DD americana).
Poco tiempo después de su segundo retiro volvió al cine, empujada por su urgente necesidad de dinero. En esta última etapa, Amber Lynn accedió a realizar prácticas a las que se había negado durante su primera etapa (sexo anal, bondage, sadomasoquismo...). Actualmente todavía aparece en películas de vez en cuando, aunque su actuación suele reducirse a una única escena, generalmente lésbica o sin sexo.